# Chiński sen

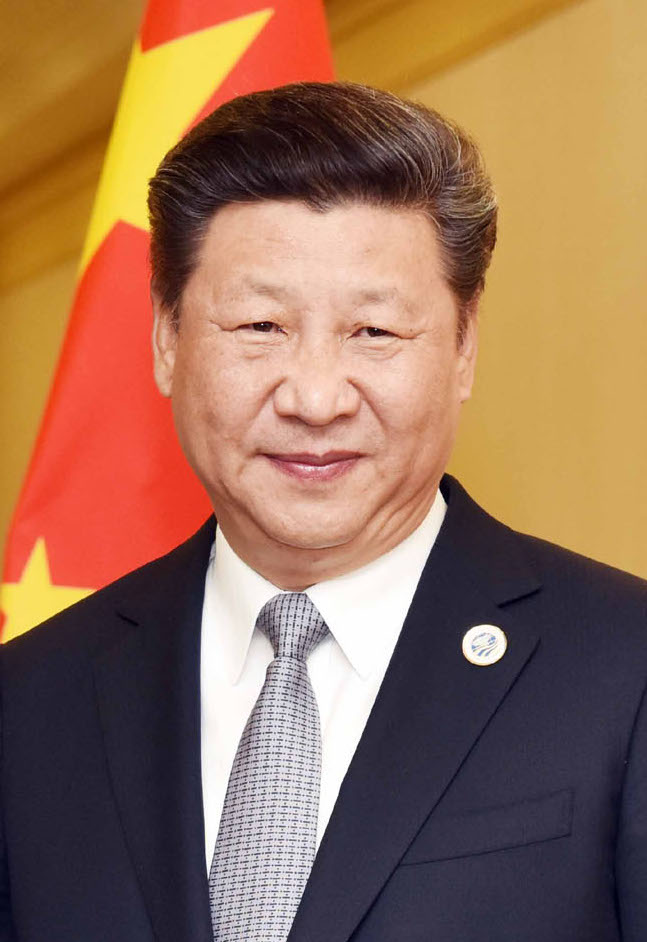
Xi Jinping w 2016.

Chiński sen – termin wprowadzony przez chińskiego przywódcę Xi Jinpinga. Stanowi element ideologii Komunistycznej Partii Chin.
Po raz pierwszy został użyty przez polityka w 2012. Termin jest wieloznaczny. Można go rozumieć m.in. jako osiągnięcie dobrobytu przez wszystkich mieszkańców Chin oraz zajęcie przez kraj wiodącego miejsca w globalnej polityce i gospodarce na przestrzeni kolejnych dekad XXI wieku. Termin stanowi nawiązanie do tzw. amerykańskiego snu.